# 希克斯維爾 (紐約州)
希克斯維爾（英語：Hicksville）是位於美國紐約州拿騷縣的普查規定居民點。

## 人口
根據2020年美國人口普查的數據，希克斯維爾的面積為17.63平方千米，當中陸地面積為17.59平方千米，而水域面積為0.04平方千米。當地共有人口43869人，而人口密度為每平方千米2,488.32人。